# توكيد لفظي
التوكيد اللفظي هو تكرار اللفظ نفسه سواء كان اسماً أو فعلاً أو حرفاً أو ضميراً أو جملة اسمية أو جملة فعلية.
أمثلة:
- العلم العلم أساس تقدم الأمم.

المؤكد: العلم التوكيد: العلم نوع التوكيد: لفظي.
- لا لا تهمل دروسك.

المؤكد: لا التوكيد: لا نوع التوكيد: لفظي.
- حضر القاضي القاضي.

المؤكد: القاضي التوكيد: القاضي نوع التوكيد: لفظي.